# Путиловский лес
Путиловский лес (укр. Путилівський ліс) — парк и урочище в Киевском районе Донецка. Основу парка составляет вековая байрачная дубрава — единственный природный лесной массив в черте города Донецка. Массивы дуба чередуются с зарослями ильмовых, клёнов и ясеней.
Начиная со второй половины XVIII века земли вокруг Путиловского леса находились в активном хозяйствовании. В 1779 году недалеко от урочища поручник Евдоким Шидловский основал село Александровка-Шидловка. Известно, что на момент основания села в этой местности уже проживало 14 мужчин и 9 женщин. Южнее и юго-восточнее урочища находились каменно-угольные рудники, степные участки вокруг леса были отведены под выпас, а в самом лесу в тот период находился дом лесника.
В 1960—1970-е годы в Путиловском лесу неподалеку от Дворца культуры имени Калинина был обустроен парк аттракционов, а пруды стали одним из любимых мест отдыха дончан.